# Блиссимволика

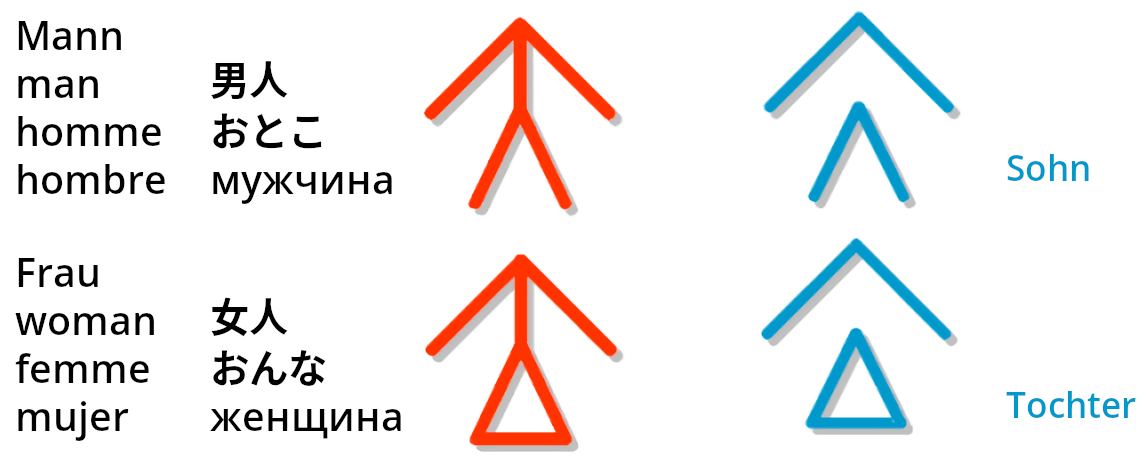
Простой пример блиссимволики: красные символы — «человек (мужчина)» и «женщина», синие — «сын» и «дочь»

Блиссимволика или Блисс — интернациональная семантическая языковая система, состоящая из нескольких сотен базовых графических символов и способная заменить любой естественный и искусственный язык на письме. Каждый блисс-символ представляет собой понятие; будучи объединены вместе, блисс-символы могут создавать новые символы, обозначающие новые понятия.
Блиссимволика отличается от большинства основных мировых систем письменности тем, что символы не соответствуют вообще никаким звукам, используемым в человеческой речи.

## История
Блиссимволику придумал Карл Блисс (1897—1985), который родился в Австро-Венгрии, в городе Черновцы (сейчас Украина). Население его родного города представляло собой смесь разных национальностей, которые «ненавидели друг друга главным образом потому, что они говорили и думали на разных языках». Блисс получил диплом инженера химической промышленности в Венском техническом университете, и работал химиком-исследователем в компании Telefunken.
В 1938 году немецкая армия вступила на австрийскую территорию, и Блисс был отправлен в концентрационный лагерь Дахау, а затем в Бухенвальд. Его жене Клэр, которая была немкой, удалось добиться освобождения мужа, и они бежали в Шанхай, где жил двоюродный брат Блисса.
Блиссимволика была разработана в то время, когда её создатель был беженцем сначала в Шанхайском гетто, а затем, с 1942 по 1949 годы, в Сиднее. Блисс хотел создать простой в освоении международный вспомогательный язык для обеспечения общения между различными языковыми сообществами. Он был вдохновлён китайскими иероглифами, с которыми познакомился в Шанхае.

## Название
Новая система символов была описана в его работе «Semantography» (1949, 2-е изд. 1965, 3-е изд. 1978.) Она имела несколько названий:

В 1942 году я назвал мои символы Всемирной письменностью, затем, в 1947 году выбрал международный научный термин Семантография (от греческого semanticos — «существенное значение», и graphein — «писать»)… Мои друзья утверждали, что принято называть новые системы письма в честь изобретателей… Блиссимволика или Блиссимволы, или просто Блисс… (1965, стр. 8)

## Права использования
Поскольку в 1960-х годах имел место «туристический бум», многие исследователи искали новые стандартные символы, которые могли быть использованы как указатели на дорогах, вокзалах, аэропортах и т. д. С этого времени за Блиссимволикой закрепилось её настоящее имя, чтобы исключить чей-либо незаконный плагиат.
В 1960—1970-е годы Блиссимволика, благодаря своей простоте, стала популярной в методике обучения инвалидов с ограниченными возможностями для общения. В 1971 году Ширли Макнотон запустила первую обучающую программу в «Ontario Crippled Children’s Centre» (OCCC), нацеленную на детей с церебральным параличом. Конечная цель программы состояла в том, чтобы использовать Блиссимволику в качестве практического способа научить детей выражаться на своём родном языке, так как Блиссимволика обеспечила визуальные ключи для понимания значений английских слов, особенно обозначающих абстрактные понятия.
В работе «Semantography» Блиссом не был предусмотрен систематический набор определений для символов (вместо этого был предварительный словарь, (1965, стр. 827-67)), поэтому команда Макнотон часто интерпретировала определённый символ собственным образом, что Блисс позже раскритиковал как «неверное истолкование». Например, они могли интерпретировать помидор как овощ в соответствии с английским определением помидоров, используя блисс-символ, который был ограничен Блиссом только овощами, обладающими корнеплодами. В конечном счёте сотрудники OCCC модифицировали и адаптировали блисс-систему с тем, чтобы она могла служить в качестве связующего перехода к английскому языку. Жалобы Блисса о «злоупотреблении» его символикой со стороны OCCC стали настолько регулярными, что директор OCCC сказала Блиссу во время его посещения в 1974 году, чтобы тот никогда более не возвращался. Несмотря на это, в 1975 году Блисс предоставил исключительную международную лицензию на использование своего языка среди детей-инвалидов, новой организации Ширли Макнотон «Blissymbolics Communication Foundation» (позже названной «Blissymbolics Communication International» (BCI)). Тем не менее, в 1977 году Блисс утверждал, что это соглашение было нарушено, так как он был лишён эффективного контроля за собственной системой символов.
Согласно Эрике Окрент это был заключительный период конфликта, критические замечания Блисса к Макнотон сопровождались извинениями. Блисс, наконец, послал своих адвокатов в OCCC, и обе стороны пришли к соглашению: в 1982 году OCCC получила бессрочную лицензию на использование Блиссимволики, а Блисс — 160 тысяч долларов США от благотворительного фонда «Easter Seals». Полученные деньги Блисс потратил на большую публикацию своего собственного руководства по обучению Блиссимволике. (2009, стр. 192—194) В настоящее время организация «Blissymbolic Communication International» утверждает, что только она имеет эксклюзивную лицензию от Блисса на использование и публикацию Блиссимволики для людей с коммуникативными нарушениями, языковыми затруднениями и с трудностями в учёбе.
Метод обучения посредством Блиссимволики используется в Канаде, Швеции и некоторых других странах. Практикующие «блиссимволисты» (то есть речевые терапевты и практикующие пользователи) утверждают, что некоторые пользователи, которые научились общаться благодаря Блиссимволике, легче учатся читать и писать алфавитную письменность, связанную с местным разговорным языком, чем пользователи, которые не знали Блиссимволики.

## Вопрос о речи
В отличие от языков, имеющих сходное построение, таких, например, как «aUI», Блиссимволика была задумана как чисто визуальный, безмолвный язык из той предпосылки, что «межъязыковая связь главным образом осуществляется благодаря чтению и письму». Тем не менее, Блисс предположил, что ряд международных слов всё же мог быть принят, как своего рода устная речь для передачи символов — но только как вспомогательное средство (1965, стр. 89-90.).
Вопрос о том, является ли блиссимволика негласным языком, вызывает споры, независимо от существующей практической пользы от её использования. Некоторые лингвисты, такие как Джон Дефранкис и Джеймс Маршал Унгер утверждают, что не существует подлинно идеографических систем письма с теми же возможностями, которыми обладают естественные языки.

## Семантика
На озабоченность Блисса по поводу семантики повлияла работа Джона Локка, «Опыт о человеческом разумении», которая предупреждала о «расплывчатых и незначащих форм речи», которые могут лишь производить впечатление глубокого изучения.
Другим важным проектом-предшественником являлись рассуждения Лейбница об идеографическом языке, названном им «Characteristica universalis», и основанном на принципах китайских иероглифов. Он должен был быть составлен из некоторого числа знаков, представляющих «видимые вещи их очертаниями, а невидимые понятия — по видимым объектам, которые их сопровождают», с добавлением «некоторых дополнительных значков, чтобы сделать понятыми окончания и частицы» (1965, с. 569). Блисс заявил, что его работа была попыткой осуществления идеи проекта Лейбница.
Наконец, сильное влияние на Блиссимволику оказал труд Огдена и Ричардса «The Meaning of Meaning» (1923, «Значение Значения»), который считался базовой работой по семантике.

## Грамматика
Грамматика Блиссимволики базируется на определённой интерпретации природы, разделяя его на вещества (материальные вещи), энергии (действия), и человеческие ценности (умственные оценки). В обычном языке они дали бы происхождение, соответственно, существительным, глаголам и прилагательным. В Блиссимволике, они отмечены, соответственно, как маленький квадратный значок, значок, напоминающий конус или русскую букву «Л», и значок перевёрнутого конуса или латинскую букву «V». Эти значки-метки могут быть размещены над любым другим символом, превратив его, соответственно, в «вещь», «действие» и «оценку»:

Основные проявления в нашем мире можно разделить на вещества, энергии, и… силы ума.
Материю символизирует квадрат, чтобы показать, что структура вещества не хаотична…

Символ энергии указывает… на первобытное состояние нашей планеты, извергающийся вулканический конус…

Символом для человеческой оценки… предлагается конус, стоящий на вершине, положение, которое в физике называют нестабильным… Все слова, касающиеся вещей и действий, относятся к чему-то реальному, которое существует за пределами нашего мозга. Но человеческие оценки… зависят от сознания каждого человека. (1965, с. 42-43)

Если символ не отмечен ни одним из трёх грамматических значков (квадрат, конус, перевёрнутый конус), они могут означать слова, связанные абстрактными предметами; грамматические частицы, и т. д.

## Примеры
Этот символ представляет выражение «всемирный язык», и он был первым предварительным названием для Блиссимволики (используемый и в настоящее время). Данная идеограмма сочетает в себе символ «пишущего инструмента» или «ручка» (наклонённая линия указывает на наклон ручки при использовании) с символом «мира», который, в свою очередь, объединяет два символа: «грунт» или «землю» (горизонтальная линия ниже) и «небо» (горизонтальная линия выше). Таким образом, «мир» будет рассматриваться как «всё находящееся между небом и землёй». В совокупности же все перечисленные символы создают новый блисс-символ, означающий «инструмент для написания, чтобы выразить мир».
Полученный блисс-символ явно отличается от символа «языка», который представляет собой комбинацию «рот» и «ухо». Таким образом показано, что естественные языки главным образом устные, а Блиссимволика представляет собой просто систему письменности и имеет дело с семантикой, а не с фонетикой.
Это предложение означает «Я хочу пойти в кино». Этот пример показывает некоторые особенности Блиссимволики:

Местоимение «я» состоит из символа «человек» и цифры «1» (первое лицо). Используемая цифра «2» даст символ для слова «ты»; добавление показателя множественного числа (крестик вверху) произвело бы соответственно местоимения «мы» и «вы» (во множественном числе).

Символ «хотеть» содержит сердце, которое символизирует «чувство», значок «огонь» и показатель глагола в верхней части.

Символ «идти» состоит из символов «нога» и показателя глагола в верхней части.

Символ «кинотеатр» составлен из символов «дом» и «фильм»; «фильм», в свою очередь, составлен из «камеры» и стрелки.

## Международная стандартизация
Как сказано выше, Блиссимволика была использована в 1971 году, чтобы помочь детям из OCCC (в настоящее время «Holland Bloorview Kids Rehabilitation Hospital») в Торонто, Канада. Так как было важно, чтобы дети видели на изображениях стандартные символы, OCCC для прорисовки символов наняло чертёжника по имени Джим Грайс. И Карл Блисс, и Маргарит Бизли из OCCC сотрудничали с Грайсом, чтобы обеспечить общую согласованность. В 1975 году это движение возглавила новая организация под названием «Blissymbolics Communication Foundation» под руководством Ширли Макнотон. За прошедшие годы эта организация неоднократно меняла своё название: «Blissymbolics Communication Institute», «Easter Seal Communication Institute», и, в конечном счёте, наименована «Blissymbolics Communication International» (BCI).
BCI представляет собой международную группу, которая выступает в качестве органа по стандартизации языка Блиссимволики. Организация взяла на себя ответственность за любые расширения языка Блиссимволики, а также за техническое обслуживание, необходимое для этого. С 1971 года BCI координирует использование языка для альтернативных способов общения, получив лицензию и авторские права через юридические соглашения с Карлом Блиссом 1975 и 1982 годов. Разумное ограничение количества базовых блисс-символов (в настоящее время их около 900) является весьма полезным для сообщества пользователей, способствуя упрощению запоминания идеограмм. Это также помогает при использовании блисс-символов в технологических устройствах, таких как компьютеры.
В 1991 году BCI опубликовала справочник, содержащий словарь на 2300 предметов и подробные правила для графического оформления дополнительных символов, так что был определён первый набор одобренных знаков для общего пользования. 21 января 1993 года Совет по стандартам Канады, поспособствовал регистрации кодировки для Блиссимволики, с целью использования в ISO/IEC 2022 и ISO-IR международного реестра кодированных наборов символов. После многолетних запросов язык Блиссимволики был окончательно утверждён в качестве закодированного языка под кодовым именем zbl в международных стандартах ISO 639-2 и ISO 639-3.